# Jean Germain (linguiste)
Pour les articles homonymes, voir Jean Germain et Germain.
 (août 2013).
Si vous disposez d'ouvrages ou d'articles de référence ou si vous connaissez des sites web de qualité traitant du thème abordé ici, merci de compléter l'article en donnant les références utiles à sa vérifiabilité et en les liant à la section « Notes et références ».
Jean Germain, né le 4 juin 1949 à Spontin, est un romaniste belge, spécialisé dans la langue wallonne.

## Carrière
Anciennement professeur à l'université catholique de Louvain, il y a dirigé la Bibliothèque générale et de sciences humaines. Il est l'auteur de plusieurs études en toponymie, études sur la langue ancienne, en onomastique et dialectologie wallonne et il a constitué avec Jules Herbillon un Dictionnaire des noms de famille en Belgique romane aux éditions du Crédit communal de Belgique.
En 1990, il est reçu membre d'honneur du cercle littéraire dialectal Lès Rèlîs Namurwès.
Il est aussi le précurseur du wallon dit rifondu dont il proposa une version dans Quel avenir pour nos dialectes ? : l'exemple du « Rumantsch Grischun » dans  Toudi Tome III, 1989, p. 211-219.
En octobre 1995, Jean Germain intègre, aux côtés de Dieter Kremer (de) (Université de Trèves) et Ana Cano (Université d'Oviedo), le bureau de direction du projet européen Dictionnaire Historique de l’Anthroponymie Romane (PatRom) panroman.